# Walk
Walk — второй сингл американской рок-группы Foo Fighters с их седьмого студийного альбома Wasting Light (2011). Песню написал Дейв Грол, спродюсировал Бутч Виг и летом 2011 года она возглавила несколько рок-чартов в США, Великобритании и Канаде. 12 февраля 2012 года в Лос-Анджелесе песня победила в двух номинациях премии Грэмми-2012: «Лучшая рок-песня» и «Лучшее исполнение рок-композиции».

## История
Релиз песни состоялся 6 июня 2011 года на рок-радио без выхода на физических носителях (без CD); проводилась только цифровая дистрибуция по интернету. Сингл с песней возглавил несколько рок-чартов в США, Великобритании и Канаде, включая US Alternative Songs (Billboard) и US Rock Songs (Billboard).
Музыкальное видео песни вышло 2 июня 2011 года. Режиссёром стал Sam Jones; клип создан под сильным влиянием американского фильма 1993 года С меня хватит (Falling Down). В 2011 году видеоклип выиграл премию MTV VMA в категории Best Rock Video на Церемонии MTV VMA 2011.

## Награды
| Год  | Награда                                | Работа | Результат |
| ---- | -------------------------------------- | ------ | --------- |
| 2011 | MTV Award for Best Rock Video          | «Walk» | Победа    |
| 2012 | Grammy Award for Best Rock Performance | «Walk» | Победа    |
| 2012 | Премия «Грэмми» за лучшую рок-песню    | «Walk» | Победа    |

## Чарты
| Чарт (2011)                                        | Высшая позиция |
| -------------------------------------------------- | -------------- |
| Australian Singles Chart                           | 57             |
| Austrian Singles Chart                             | 49             |
| Belgian Singles Chart (FL) (Ultratop)              | 25             |
| Belgium (FL) (Ultratip)                            | 3              |
| Belgium (WA) (Ultratip)                            | 34             |
| Canadian Hot 100                                   | 49             |
| Canadian Active Rock (America's Music Charts)      | 2              |
| Canadian Alternative Rock (America’s Music Charts) | 2              |
| Dutch Top 100 Singles Chart                        | 58             |
| Dutch Top 40                                       | 31             |
| Japan Hot 100                                      | 32             |
| New Zealand Singles Chart                          | 38             |
| Switzerland Top 75 Singles Chart                   | 74             |
| UK Rock Chart (The Official Charts Company)        | 1              |
| UK Singles Chart (The Official Charts Company)     | 57             |
| US Billboard Hot 100                               | 83             |
| US Alternative Songs (Billboard)                   | 1              |
| US Rock Songs (Billboard)                          | 1              |
| US Mainstream Rock Songs (Billboard)               | 1              |